# Josef Macháček
 (février 2024).
Si vous disposez d'ouvrages ou d'articles de référence ou si vous connaissez des sites web de qualité traitant du thème abordé ici, merci de compléter l'article en donnant les références utiles à sa vérifiabilité et en les liant à la section « Notes et références ».
Josef Macháček, né le 13 mars 1957 à Chrudim, est un pilote tchèque de rallye-raid, de motocross et de quad.

## Palmarès

### Résultats au Rallye Dakar
| Année | Categorie                    | Marque         | Position       | Victoires d'etapes |
| ----- | ---------------------------- | -------------- | -------------- | ------------------ |
| 2000  | moto                         | Yamaha         | 67e            | -                  |
| 2001  | moto                         | Yamaha         | 43e            | -                  |
| 2003  | moto                         | Yamaha         | 46e            | -                  |
| 2007  | moto                         | Yamaha         | 65e            | -                  |
| 2009  | quad                         | Yamaha         | 1er            | 4                  |
| 2010  | quad                         | Yamaha         | Ab. (étape 4)  | -                  |
| 2011  | quad                         | Yamaha         | Ab.            | 1                  |
| 2014  | auto                         | Yamaha         | Ab. (étape 10) | -                  |
| 2016  | auto                         | Yamaha         | Ab. (étape 5)  | -                  |
| 2017  | quad                         | Yamaha         | Ab. (étape 4)  | -                  |
| 2018  | quad                         | Yamaha         | 12e            | -                  |
| 2020  | SSV                          | Can-Am         | 27e            | -                  |
| 2021  | Prototype Léger (Challenger) | Can-Am         | 1er            | -                  |
| 2022  | Prototype Léger (Challenger) | Buggyra Can-Am | 25e            | -                  |
| 2023  | Prototype Léger (Challenger) | Buggyra Can-Am | 11e            | -                  |